# 涅博尔奇
涅博尔奇（羅馬化：Nebolchi）是俄罗斯诺夫哥罗德州的工人村（市级镇），属柳贝季诺区，地处诺夫哥罗德州北部，位于伊尔门湖流域姆斯塔河一支流姆达河（Мда）畔，在区行政中心柳贝季诺北偏西、州府大诺夫哥罗德东北方。镇内设有同名铁路车站。
该地2021年人口有1,920人；2010年人口2,030；2002年人口2,249；1989年人口2,393。